# Живоглотовые
Живогло́товые, или хиазмодонтовые (лат. Chiasmodontidae) — семейство лучепёрых рыб из отряда Trachiniformes. Ранее включалось в отряд окунеобразных.
Хищные рыбы длиной от 3 до 26 см. Обитают в глубоких водах всех океанов. Представители рода Pseudoscopelus имеют светящиеся органы — фотофоры. У всех видов семейства рот и желудок могут сильно растягиваться. Окраска черная или коричневая. Чешуи нет. Мускулатура слабо развитая. Рот очень большой, вооруженный многочисленными клиновидными зубами. Наиболее характерная особенность чёрного живоглота (Chiasmodon niger) — способность заглатывать очень крупную добычу, превышающую по размерам саму рыбу. Челюсти, стенки тела и желудок у этого и близких к нему видов способны сильно растягиваться. Светящиеся виды рода Pseudoscopelus отличаются наличием мелких фотофоров, расположенных группами на нижней поверхности тела — на горле, у брюшных, грудных плавников и у начала анального плавника.

## Классификация

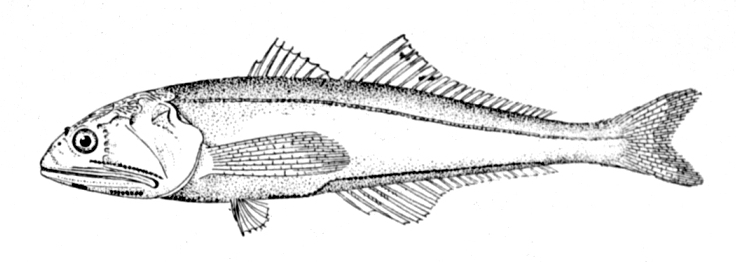
Pseudoscopelus scriptus

В семейство включают 33 вида в 4 родах:
- Род Chiasmodon — Живоглоты
  - Chiasmodon asper
  - Chiasmodon braueri
  - Chiasmodon harteli
  - Chiasmodon microcephalus
  - Chiasmodon niger — Чёрный живоглот
  - Chaismodon pluriradiatus
  - Chiasmodon subniger
- Род Dysalotus — Дисалоты
  - Dysalotus alcocki — Дисалот Алкока
  - Dysalotus oligoscolus
  - Dysalotus pouliulii
- Род Kali — Кали
  - Kali colubrina M. R. S. de Melo, 2008
  - Kali falx M. R. S. de Melo, 2008
  - Kali indica — Индийский кали[3]
  - Kali kerberti (Weber, 1913)
  - Kali macrodon
  - Kali macrura — Длиннохвостый кали[3]
  - Kali parri
- Род Pseudoscopelus — Светящиеся живоглоты
  - Pseudoscopelus altipinnis
  - Pseudoscopelus cephalus
  - Pseudoscopelus microps
  - Pseudoscopelus obtusifrons
  - Pseudoscopelus sagamianus — Сагамийский светящийся живоглот
  - Pseudoscopelus scriptus
  - Pseudoscopelus scutatus
  - Pseudoscopelus stellatus